# Korallenroute
Die Korallenroute war eine Flugbootlinie der 1950er Jahre von Neuseeland über die Fidschi-Inseln, Samoa und einem Tankstopp auf den Cookinseln nach Tahiti. Aus den niedrig fliegenden Flugbooten konnte man die Korallen der Südsee erkennen, was der von der Tasman Empire Airways betriebenen Route ihren Namen gab. Die tagelange Flugreise war einzige Alternative zur mehrwöchigen Schiffsreise zu den Südsee-Inseln. 1951 wurde die Verbindung eingerichtet und 1952 um Samoa erweitert, eingestellt wurde sie im September 1960 als letzte planmäßige Flugbootlinie der Welt.